# Bellechasse (regionale Grafschaftsgemeinde)
Bellechasse ist eine regionale Grafschaftsgemeinde (französisch municipalité régionale de comté, MRC) in der kanadischen Provinz Québec.
Sie liegt in der Verwaltungsregion Chaudière-Appalaches und besteht aus 20 untergeordneten Verwaltungseinheiten (13 Gemeinden und sieben Sprengel). Die MRC wurde am 1. Januar 1982 gegründet. Der Hauptort ist Saint-Lazare-de-Bellechasse. Die Einwohnerzahl beträgt 37.233 und die Fläche 1.751,06 km², was einer Bevölkerungsdichte von 21,3 Einwohnern je km² entspricht.

## Gliederung
Gemeinde (municipalité)
- Armagh
- Beaumont
- Honfleur
- Saint-Anselme
- Saint-Charles-de-Bellechasse
- Sainte-Claire
- Saint-Gervais
- Saint-Henri
- Saint-Lazare-de-Bellechasse
- Saint-Michel-de-Bellechasse
- Saint-Nérée-de-Bellechasse
- Saint-Raphaël
- Saint-Vallier

Sprengel (municipalité de paroisse)
- La Durantaye
- Notre-Dame-Auxiliatrice-de-Buckland
- Saint-Damien-de-Buckland
- Saint-Léon-de-Standon
- Saint-Malachie
- Saint-Nazaire-de-Dorchester
- Saint-Philémon

## Angrenzende MRC und vergleichbare Gebiete
- Montmagny
- Les Etchemins
- Beauce-Centre
- La Nouvelle-Beauce
- L’Île-d’Orléans